# Serapias bergonii
Serapias bergonii là một loài phong lan có ở Ý tới miền tây và miền nam Thổ Nhĩ Kỳ.

## Hình ảnh

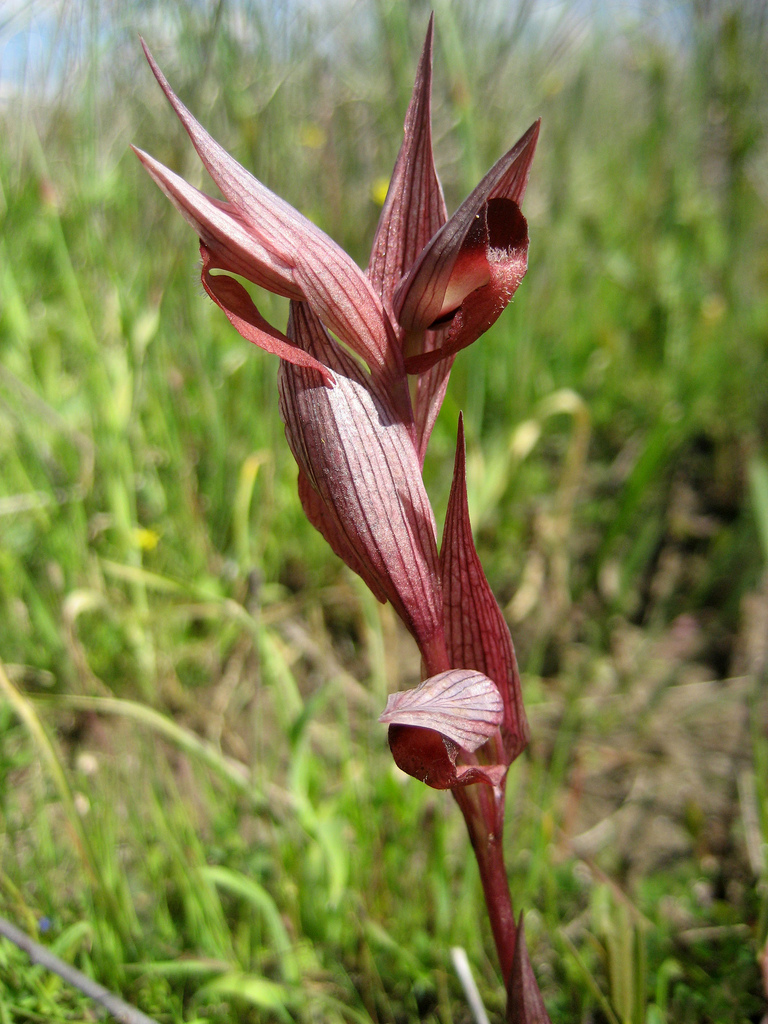
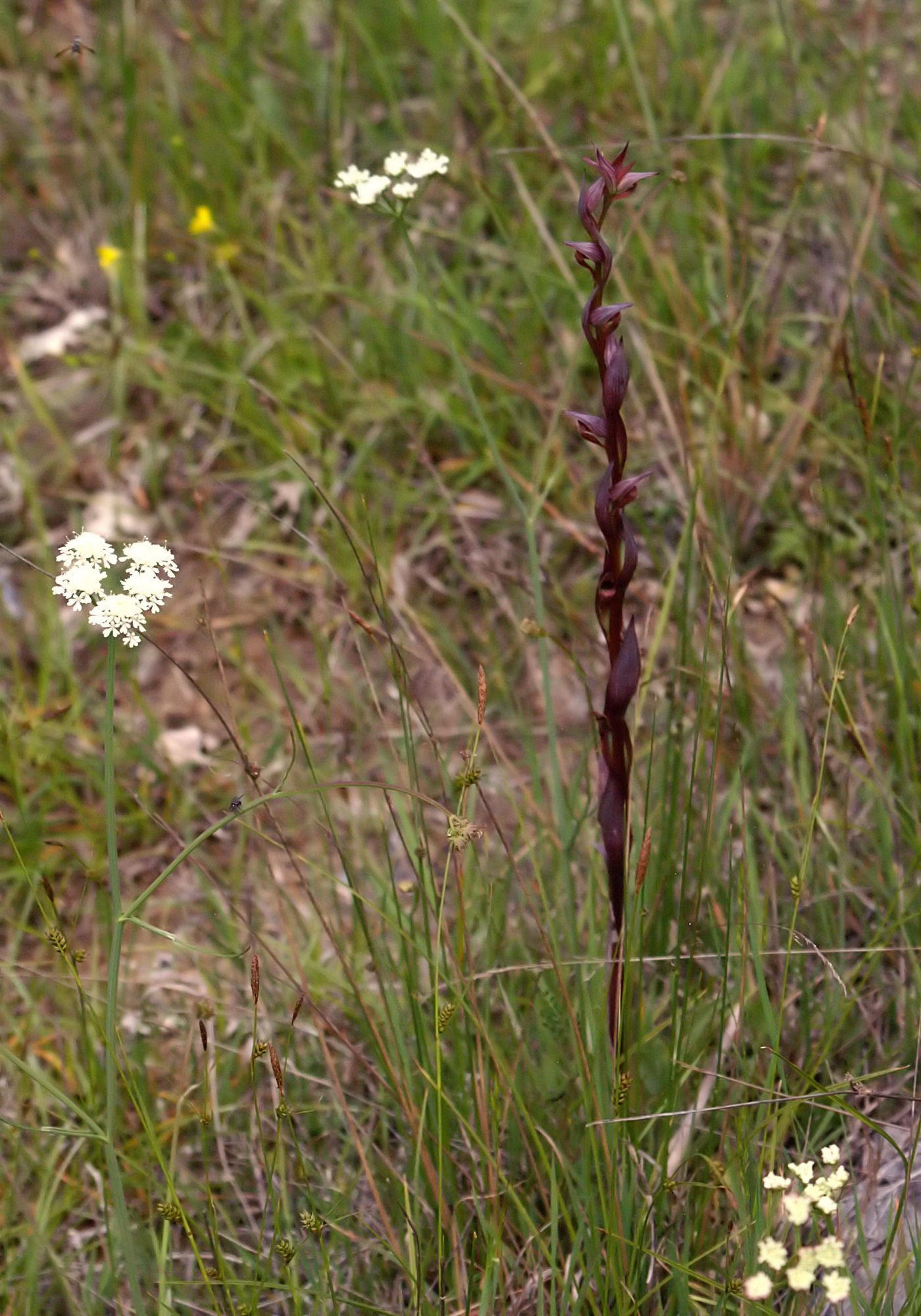
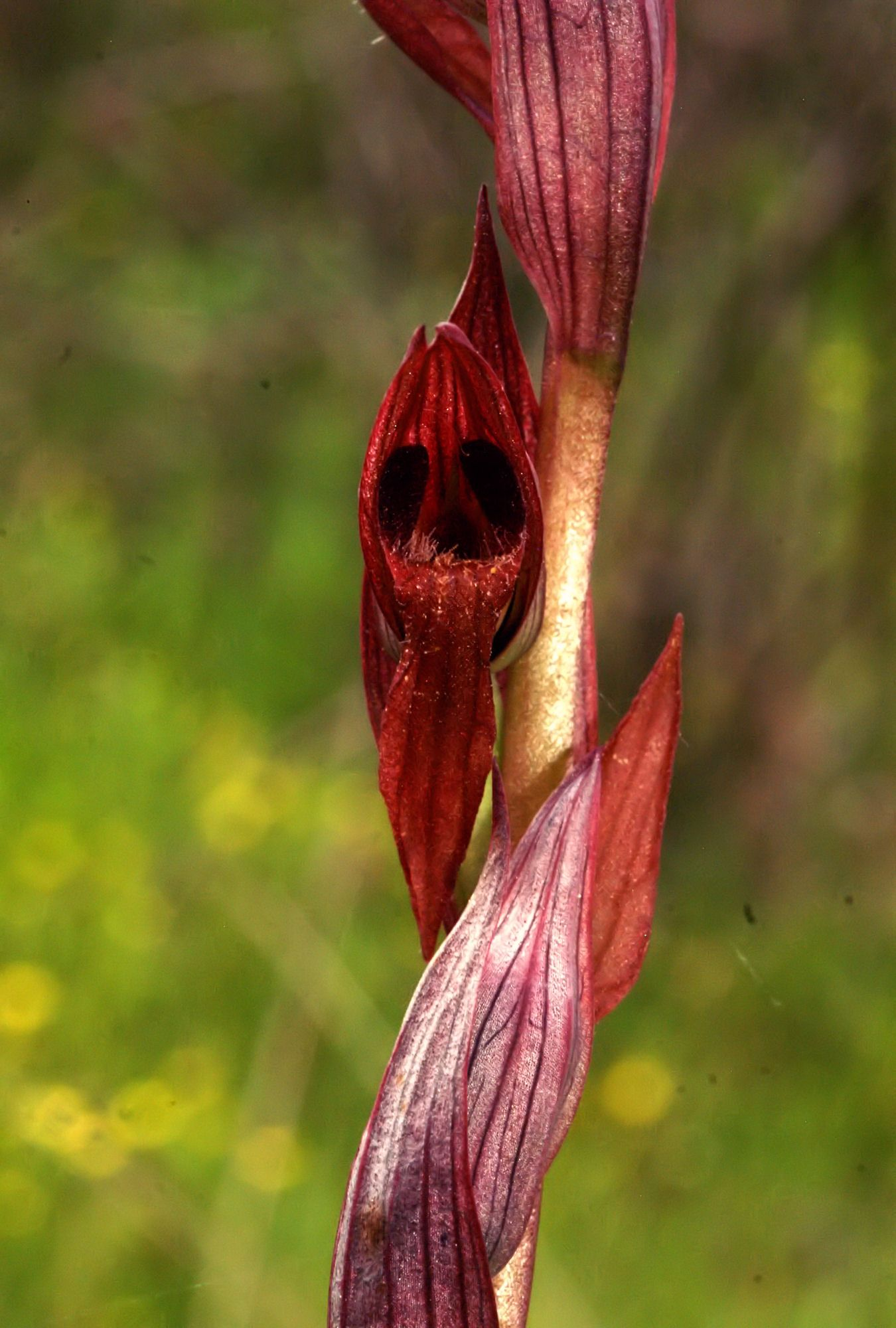
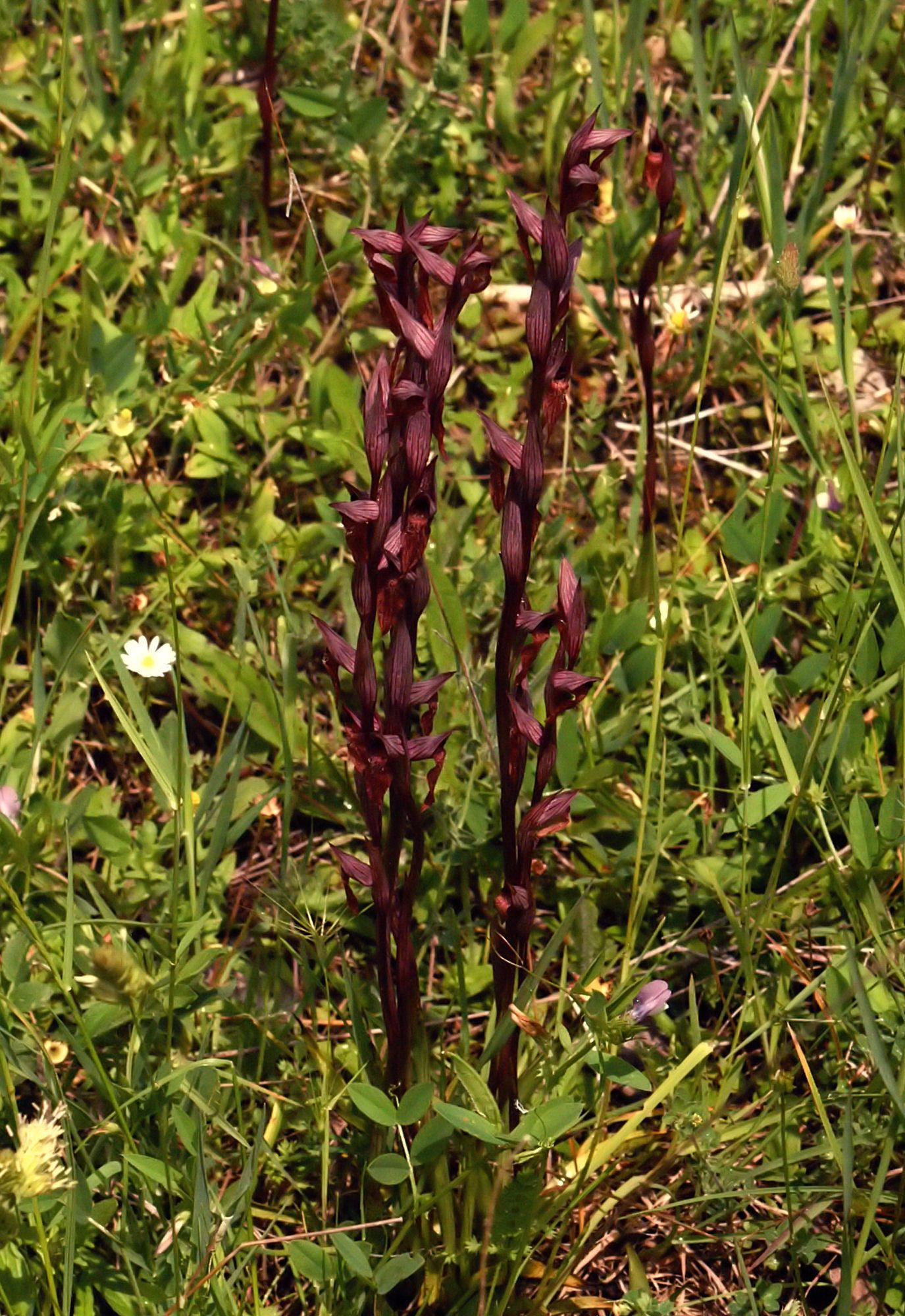